# Novigrad
 Ovo je glavno značenje pojma Novigrad. Za druga značenja pogledajte Novigrad (razdvojba).
Novigrad (tal. Cittanova d'Istria) je grad u zapadnoj Hrvatskoj, smješten na zapadnoj obali Istre.

## Gradska naselja
Novigrad obuhvaća 5 naselja (stanje 2006.), to su: Antenal – Antenal,  Bužinija – Businia, Dajla – Daila, Mareda – Mareda i Novigrad – Cittanova.

## Zemljopis
Nalazi se na zapadnoj obali Istarskog poluotoka, 25 kilometara od granice sa Slovenijom, te po 15 kilometara od najbližih gradskih središta - Umaga, Buja i Poreča. Gradsko se područje prostire od Dajle na sjeveru do ušća rijeke Mirne na jugu.

## Stanovništvo

### Nacionalna pripadnost
| Popis stanovništva u Hrvatskoj 2011. godine |                 |        |
| Narod | Broj stanovnika | %      |
| Hrvati | 2.886           | 66,42% |
| Albanci | 146             | 3,36%  |
| Austrijanci | 1               | 0,02%  |
| Bošnjaci | 39              | 0,90%  |
| Bugari | 1               | 0,02%  |
| Crnogorci | 9               | 0,21%  |
| Česi | 2               | 0,05%  |
| Talijani | 443             | 10,2%  |
| Mađari | 7               | 0,16%  |
| Makedonci | 5               | 0,12%  |
| Nijemci | 10              | 0,23%  |
| Poljaci | 1               | 0,02%  |
| Rumunji | 1               | 0,02%  |
| Rusi | 2               | 0,05%  |
| Slovaci | 4               | 0,09%  |
| Slovenci | 91              | 2,09%  |
| Srbi | 123             | 2,83%  |
| Ukrajinci | 4               | 0,09%  |
| Vlasi | 1               | 0,02%  |
| Ostali1 | 10              | 0,23%  |
| Izjasnili se u smislu vjerske pripadnosti2 | 7               | 0,16%  |
| Regionalna pripadnost3 | 463             | 10,66% |
| Ne izjašnjavaju se5 | 85              | 1,96%  |
| Nepoznato6 | 4               | 0,09%  |
| Ukupno | 4.345           | 100%   |
| 1Pripadnici naroda, koji ne pripadaju nacionalnim manjinama Republike Hrvatske 2Izjašnjavanje popisnika kao Musliman grupirano je kao vjerska pripadnost 3Popisanici se izjasnili kao Hercegovci, Dalmatinci, Zagorci, Istrijani, Primorci, Slavonci, Međimurci, ... 5Popisanici, koji se nisu željeli nacionalno izjasniti 6Popisanici, nepoznate nacionalne pripadnosti |                 |        |

### Materinski jezik
| Popis stanovništva u Hrvatskoj 2011. godine |                 |        |
| Jezik                                       | Broj stanovnika | %      |
| hrvatski                                    | 3.444           | 79,26% |
| t.zv. hrvatskosrpski                        | 1               | 0,02%  |
| albanski                                    | 139             | 3,20%  |
| bošnjački                                   | 22              | 0,51%  |
| crnogorski                                  | 2               | 0,05%  |
| češki                                       | 2               | 0,05%  |
| talijanski                                  | 542             | 12,47% |
| mađarski                                    | 3               | 0,07%  |
| makedonski                                  | 4               | 0,09%  |
| njemački                                    | 13              | 0,3%   |
| rumunjski                                   | 1               | 0,02%  |
| ruski                                       | 2               | 0,05%  |
| slovački                                    | 6               | 0,14%  |
| slovenski                                   | 101             | 2,32%  |
| srpski                                      | 42              | 0,97%  |
| t.zv. srpskohrvatski                        | 13              | 0,30%  |
| ostali jezici                               | 2               | 0,05%  |
| nepoznato                                   | 6               | 0,14%  |
| Ukupno                                      | 4.345           | 100%   |
|                                             |                 |        |

### Religijska pripadnost
| Popis stanovništva u Hrvatskoj 2011. godine |                 |        |
| Religija                                    | Broj stanovnika | %      |
| rimokatolici                                | 3.516           | 80,92% |
| pravoslavci                                 | 120             | 2,76%  |
| protestanti                                 | 10              | 0,23%  |
| ostali kršćani                              | 8               | 0,18%  |
| muslimani                                   | 81              | 1,86%  |
| ostale religije, pokreti i svjetonazori     | 2               | 0,05%  |
| agnostici i skeptici                        | 33              | 0,76%  |
| nisu vjernici i ateisti                     | 352             | 8,10%  |
| ne izjašnjavaju se                          | 214             | 4,93%  |
| nepoznato                                   | 5               | 0,12%  |
| Ukupno                                      | 4.345           | 100%   |
|                                             |                 |        |

| broj stanovnika | 1303  | 1404  | 1562  | 1740  | 2012  | 2275  | 2221  | 2443  | 2313  | 1743  | 2094  | 2398  | 2619  | 3270  | 4002  | 4345  | 3889  |
|                 | 1857. | 1869. | 1880. | 1890. | 1900. | 1910. | 1921. | 1931. | 1948. | 1953. | 1961. | 1971. | 1981. | 1991. | 2001. | 2011. | 2021. |

| broj stanovnika | 1303  | 1404  | 1277  | 1372  | 1520  | 1645  | 2221  | 1502  | 1476  | 1115  | 1393  | 1710  | 1930  | 2522  | 2629  | 2622  | 2292  |
|                 | 1857. | 1869. | 1880. | 1890. | 1900. | 1910. | 1921. | 1931. | 1948. | 1953. | 1961. | 1971. | 1981. | 1991. | 2001. | 2011. | 2021. |

## Povijest
Kao stari antički grad, koji se svojedobno nalazio i na samom rubu keltske migracije, Novigrad je tijekom svoje povijesti bio na raskrižju burnih povijesnih događaja, o čemu svjedoče razni i mnogobrojni pisani i materijalni izvori, arheološki lokaliteti i spomenici, koji se još uvijek mogu pronaći u samom gradu i njegovom bogatom lapidariju. Ne samo da se spominje u spisima iz razdoblja rimske vladavine, već o njegovom značaju kao političkog, gospodarskog i vjerskog središta govori i činjenica da je pod imenom Neapolis još u 5. stoljeću postao središte biskupije pod čijom su se jurisdikcijom nalazili teritoriji između rijeka Dragonje i Mirne. Za vrijeme franačke vladavine (8./9. st.) i doba čuvene karolinške renesanse Novigrad doživljava svoj procvat postavši uporišna točka feudalizacije i kulturnog preporoda čitave oblasti. 
Tijekom svoje burne povijesti često je padao u ruke raznih osvajača, napadan s mora i kopna, ali i uništavan kugom, najvećom pošasti srednjeg vijeka, koja je u nekoliko navrata gotovo pobila cjelokupno stanovništvo. Kao kuriozitet može se spomenuti i da je do Novigrada, tijekom kampanje koja je za svoj krajnji cilj imala zauzimanje Beča, stigao odred osmanskih konjanika i tom prigodom u zatočeništvo odveo veliki dio stanovništva Novigrada. Langobardi, Franci, Mlečani, Habsburgovci i Talijani, bili su samo neki od naroda koji su pod okrilje svojih carstava i država prisvajali ovaj grad i okolnu regiju. Otuda su nastajale i česte demografske izmjene i obilje kulturne raznolikosti koja predstavlja svojevrsni pečat i specifičnost Novigrada i čitave Istre uopće. 1402. godine, ili po drugim podatcima 1754. godine, napisan je Novigradski statut.
U novijoj povijesti, nakon što je poslije Drugog svjetskog rata bio dio Okupacijske zone B, ulazi u sastav SFRJ, a time i u sastav Hrvatske.

## Gospodarstvo
Novigrad je u prošlosti poznat kao ribarski grad. 60-ih godina prošlog stoljeća Grad se okreće Industrijskom razvoju. Velik se broj ljudi počeo zapošljavati u tekstilnoj industriji te obližnjem kamenolomu, a kasnije i u poljoprivredi, posebice u vinogradarstvu i maslinarstvu.
70-ih godina prošloga stoljeća grad se naglo okreće turizmu, te se velik broj građana počinje zapošljavati u hotelima i restoranima. Turizam je i danas, uz ribarstvo, tekstilnu industriju te poljoprivredu najvažnija gospodarska grana.

## Poznate osobe
- Giovanni Cernogoraz, športaš u streljačkoj disciplini trap, svjetski prvak 2011., olimpijski prvak 2012. godine
- Lino Červar, rukometni trener, (trener svjetskih prvaka i olimpijskih pobjednika) započeo je svoju trenersku karijeru upravo u Novigradu
- Majda Šušelj - Tara, pjevačica grupe Karma
- Mateo Bertoša - nogometaš
- Carlo D'Ambrosi - geolog, 20 godina radio kao ljekarnik u Novigradu
- Luigi Parentin - svećenik, arhivist i povjesničar
- Isidoro Sain - biskup, benediktinac
- Diego Živulić - nogometaš

## Obrazovanje
Na području Grada Novigrada djeluje Osnovna škola Rivarela, smještena na ulasku u uže gradsko središte. Tu školu pohađaju učenici s područja Grada Novigrada, te dijelom Općine Brtonigla. Dio učenika iz Dajle pohađa osnovnu školu u Umagu.
U Novigradu nema srednje škole te učenici srednju školu pohađaju u susjednim gradovima - Bujama i Poreču, a neki učenici pohađaju škole u Puli, Pazinu i Rijeci.

## Kultura
- U Novigradu djeluje katedra Čakavskog sabora za glazbu.
- U Novigradu se svake godine u trajanju od tjedan dana održava skup darovite djece Hrvatske pod nazivom Novigradsko proljeće.
- Novigradski govor proglašen je u listopadu 2021. nematerijalnim kulturnim dobrom i uvršten u hrvatski Registar kulturnih dobara.

## Šport
- Teniski klub Novigrad. Osnovan je 1994. godine. Danas ima više od 60 članova, ima organiziranu tenisku školu i sudjeluje u županijskim ligama za djecu, seniore i veterane. Klub ima 4 teniska igrališta i klupske prostorije.

- NK Novigrad. Član je 1. županijske lige Istarske županije. Ima oko 130 članova, ima organiziranu školu nogometa, od početnika, prednatjecatelja, pionira (mlađih i starijih), juniora i seniora do zaključno veterana. Klub ima jedno od najljepših uređenih klupskih prostorija u Istri. Na njegovom stadionu igrala je i hrvatska nogometna reprezentacija do 17 i do 19 godina.

- Košarkaški klub Novigrad - 1994. pokrenuta je košarkaška sekcija ŠSD Osnovne škole "Rivarela" iz Novigrada, iz koje je dvije godine kasnije nastao KK Novigrad. Svoj najveći uspjeh dostiže u sezoni 2002./2003. kada osvaja 5. mjesto na poluzavršnom turniru državnog prvenstva.

- Karate klub „Novigrad“ počeo je s radom 1996. godine, kao ogranak Karate kluba „Buje“. Bilo je važno uvidjeti odaziv novih članova samom klubu. Budući da je broj novih članova bio veći od očekivanja, godine 1997. osnovan je Karate klub „Novigrad“, koji kao takav i dan danas postoji. Kao i u svim klubovima, bilo je tu uspona i padova ali entuzijazam ne popušta. Cilj kluba je učenje borilačkih vještina i ujedno same kulture, usmjeravanje djece u sport, druženje i odgovornost prema radu i ostalima.

Polumaraton Maslenica – Novigrad, pod nazivom Atletska utrka "Da se ne zaboravi" održava se od 2005.

## Vanjske poveznice
- Službena stranica Grada
- Službena stranica Osnovne škole Rivarela  Arhivirana inačica izvorne stranice od 11. svibnja 2019. (Wayback Machine)
- Službena stranica Novigradskog proljeća